# Libresse
Libresse е марка хигиенни принадлежности на шведската фирма Essity.

## Описание
Libresse предлага на пазара широка гама от продукти за интимна грижа като дамски превръзки, менструални чашки, бельо и други принадлежности.
Маркетинговата стратегия на Libresse е да разбие табутата относно женската физиология. През годините са провеждани редица кампании, целящи да повишат осведомеността – както в Швеция, така и по света.
Към 2019 г. чистата печалба е 129 млрд. крони.

## Разпространение
Продуктите на Libresse са разпространени в целия свят под различни имена: Bodyform във Великобритания, Nana във Франция, Nuvenia в Италия, Saba, Nosotras и Libra в Латинска Америка.